# أوتار إيوسيلياني
أوتار إيوسيلياني (بالجورجية: ოთარ იოსელიანი)، من مواليد 2 فبراير 1934) هو صانع أفلام جورجي ومن أهم صناع الأفلام في جورجيا. ولد في العاصمة تبليسي، حيث درس في معهد الولاية للموسيقى وتخرج في عام 1952 بدبلوم في التأليف والعزف على البيانو.

## الوصلات الخارجية
- أوتار إيوسيلياني على قاعدة بيانات الأفلام على الإنترنت